# 天符慶寿
天符慶寿（てんふけいじゅ、Thiên Phù Khánh Thọ、ティェンフーカイントー）は、ベトナム、李朝の仁宗李乾徳の治世で使われた元号。1127年。

## 西暦等との対照表
| 天符慶寿 | 元年     |
| 西暦     | 1127年   |
| 干支     | 丁未     |
| 北宋     | 靖康2年  |
| 南宋     | 建炎元年 |

| 前の元号 天符睿武 | ベトナムの元号 李朝 | 次の元号 天順 |